# بازی‌های آسیایی زمستانی ۲۰۱۱

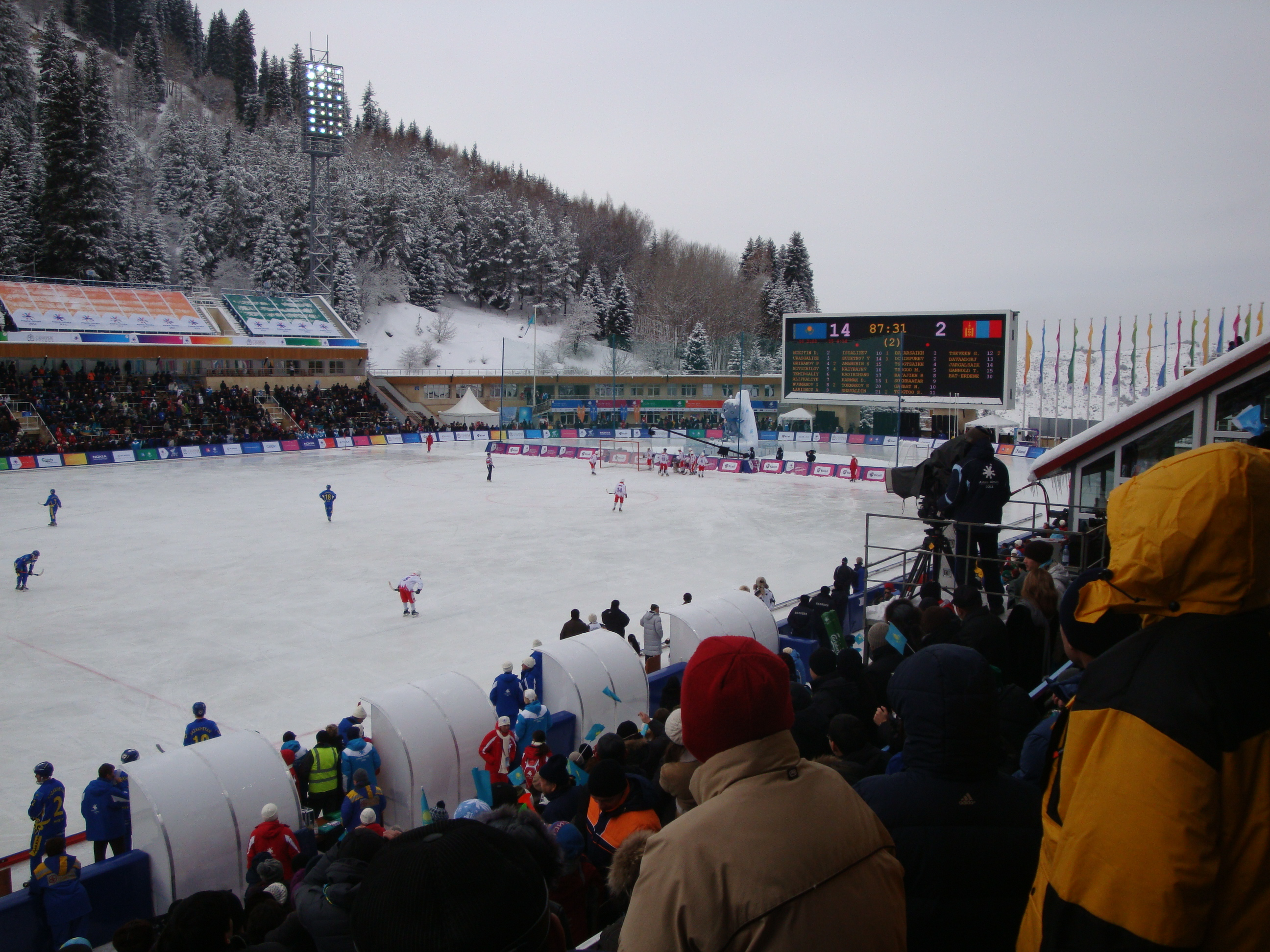
باندی

بازی‌های آسیایی زمستانی ۲۰۱۱ هفتمین دوره از بازی‌های آسیایی زمستانی بود که در نور سلطان و آلماآتی قزاقستان برگزار شد این اولین بار بود که قزاقستان میزبانی رقابت‌ها را بر عهده داشت از اتفاقات این مسابقات کسب اولین مدال برای ایران از نخستین دوره رقابت‌ها تاکنون بود. در این دوره از رقابت‌ها ۸۴۳ ورزشکار از ۲۶ کشور مختلف حضور یافتند.

## بازی‌ها

### کشورهای شرکت‌کننده
در این بازی‌ها ۲۶ کشور حضور به هم رساندند که نسبت به دوره پیشین یک کشور بیشتر بود. بحرین، سنگاپور و قطر برای نخستین بار در این بازی‌ها شرکت کردند و ماکائو و پاکستان نیز پس از شرکت در این بازی‌ها در سال ۲۰۰۷ در این دوره حضور نداشتند.
| - اردن (۲) - ازبکستان (۸) - افغانستان (۱) - امارات متحده عربی (۲۵) - ایران (۱۰) - بحرین (۱۷) - تاجیکستان (۲) - تایلند (۲۵) - چین (۱۳۴) | - تایوان (۳۲) - ژاپن (۱۰۲) - سنگاپور (۱) - فلسطین (۲) - فیلیپین (۳) - قرقیزستان (۵۳) - قزاقستان (۱۶۹) - قطر (۴) - کره جنوبی (۱۰۸) | - کویت (۲۱) - لبنان (۲) - مالزی (۲۲) - مغولستان (۵۲) - نپال (۱) - هند (۱۱) - هنگ کنگ (۳) |

### رشته‌های ورزشی
رشته‌های المپیکی بابسلد، اسکلتون، لژسواری، اسنوبرد، کرلینگ و دوگانه در این دوره از رقابت‌ها حضور نداشتند. ورزش باندی نیز برای نخستین بار در برنامه بازی‌ها قرار گرفت و پرش با اسکی نیز پس از غیبت در دوره پیشین به بازی‌ها بازگشت.
| - اسکی آلپاین (۶) - اسکی جهت‌یابی (۸) - اسکی صحرانوردی (۱۲) - اسکی نمایشی (۶) - اسکیت سرعت (۱۲) - اسکیت سرعت مسیر کوتاه (۸) | - اسکیت نمایشی (۴) - باندی (۱) - بیاتلون (۷) - اسکی پرش (۳) - هاکی روی یخ (۲) |

### تقویم بازی‌ها
| اف | مراسم افتتاحیه | ● | رویدادها | ۱ | رویدادهای نهایی | اخ | مراسم اختتامیه |

| ژانویه / فبریه ۲۰۱۱   | ۲۸ آدینه | ۲۹ شنبه | ۳۰ یک | ۳۱ دو | ۱ سه | ۲ چهار | ۳ پنج | ۴ آدینه | ۵ شنبه | ۶ یک | نشان‌های طلا |
| --------------------- | -------- | ------- | ----- | ----- | ---- | ------ | ----- | ------- | ------ | ---- | ----------- |
| اسکی آلپاین           |          |         |       | ۲     | ۲    |        |       | ۲       |        |      | ۶           |
| باندی                 |          |         |       |       |      | ●      | ●     | ●       |        | ۱    | ۱           |
| بیاتلون               |          |         |       | ۱     | ۱    | ۱      |       | ۲       | ۱      | ۱    | ۷           |
| اسکی صحرانوردی        |          |         |       | ۲     | ۲    | ۲      | ۲     |         | ۲      | ۲    | ۱۲          |
| اسکیت نمایشی          |          |         |       |       |      |        | ●     | ۱       | ۳      |      | ۴           |
| اسکی نمایشی           |          |         |       | ۲     | ۲    |        | ۲     |         |        |      | ۶           |
| هاکی روی یخ           | ●        | ●       |       | ●     | ●    | ●      | ۱     | ●       | ●      | ۱    | ۲           |
| اسکیت سرعت مسیر کوتاه |          |         |       | ۲     | ۲    | ۴      |       |         |        |      | ۸           |
| اسکی پرش              |          |         |       | ۱     |      | ۱      |       | ۱       |        |      | ۳           |
| اسکی جهت‌یابی          |          |         |       | ۲     |      | ۲      | ۲     |         | ۲      |      | ۸           |
| اسکیت سرعت            |          |         |       | ۲     | ۲    | ۲      |       | ۲       | ۲      | ۲    | ۱۲          |
| مجموع نشان‌های طلا     |          |         |       | ۱۴    | ۱۱   | ۱۲     | ۷     | ۸       | ۱۰     | ۷    | ۶۹          |
| مراسم‌ها               |          |         | اف    |       |      |        |       |         |        | اخ   |             |
| ژانویه / فبریه ۲۰۱۱   | ۲۸ آدینه | ۲۹ شنبه | ۳۰ یک | ۳۱ دو | ۱ سه | ۲ چهار | ۳ پنج | ۴ آدینه | ۵ شنبه | ۶ یک | نشان‌های طلا |

### جدول مدال‌ها
در این دوره از بازی‌ها برای نخستین بار کشور قزاقستان موفق به کسب رتبه نخست آسیا شد. ایران و قرقیزستان نیز نخستین نشان‌های خود را در تاریخ این بازی‌ها کسب کردند. ایران موفق به کسب مدال در رشته‌های اسکی آلپاین و اسکی جهت‌یابی شد و قرقیزستان نیز یک نشان در باندی کسب کرد.
  *   کشور میزبان (قزاقستان)
| رتبه           | کشور           | طلا | نقره | برنز | مجموع |
| -------------- | -------------- | --- | ---- | ---- | ----- |
| ۱              | قزاقستان*      | ۳۲  | ۲۱   | ۱۷   | ۷۰    |
| ۲              | ژاپن           | ۱۳  | ۲۴   | ۱۷   | ۵۴    |
| ۳              | کره جنوبی      | ۱۳  | ۱۲   | ۱۳   | ۳۸    |
| ۴              | چین            | ۱۱  | ۱۰   | ۱۴   | ۳۵    |
| ۵              | مغولستان       | ۰   | ۱    | ۴    | ۵     |
| ۶              | ایران          | ۰   | ۱    | ۲    | ۳     |
| ۷              | قرقیزستان      | ۰   | ۰    | ۱    | ۱     |
| ۷              | کره شمالی      | ۰   | ۰    | ۱    | ۱     |
| مجموع (۸ کشور) | مجموع (۸ کشور) | ۶۹  | ۶۹   | ۶۹   | ۲۰۷   |